# Film Culture
Film Culture és una revista de cinema fundada pels germans Adolfas Mekas i Jonas Mekas en 1954. La seva seu central va ser en la Ciutat de Nova York.. La seva especialitat va ser el cinema d'avantguarda, però també va publicar articles sobre altres tipus de cinema, incloses les pel·lícules de Hollywood.
Entre els col·laboradors es van incloure a Stan Brakhage, P. Adams Sitney, Andrew Sarris, Manny Farber, Rudolf Arnheim, Peter Bogdanovich, Arlene Croce, David Ehrenstein, John Fles, DeeDee Halleck, Gregory Markopoulos, Annette Michelson, Edouard de Laurot i Parker Tyler, entre d'altres.
Articles de Film Culture van ser compilats en el llibre Film Culture Reader, publicat en Cooper Square Press.
Film Culture va deixar de publicar-se 1996. Durant la seva existència la revista va produir 79 números.
22 anys després, al setembre de 2018 es va publicar el número 80, un especial monogràfic dedicat a la cineasta Barbara Rubin.

## Premis de cinema
La revista va lliurar premis a cineastes independents:
- Primer premi de cinema independent: John Cassavetes per  Ombres (1959)
- Segon Premi de Cinema Independent: Robert Frank i Alfred Leslie per Pull My Daisy (1960)
- Tercer premi de cinema independent: Ricky Leacock, Don Pennebaker, Robert Drew i Al Maysles per Primary (1961)
- Quart Premi de Cinema Independent: Stan Brakhage per The Dead and Prelude (1962)
- Cinquè premi de cinema independent: Jack Smith per Flaming Creatures (1963)
- Sisè premi de cinema independent: Andy Warhol per Sleep, Haircut, Eat, Kiss i Empire (1964)[3]
- Setè premi de cinema independent: Harry Smith per tota la seva obra (1965)
- Vuitè premi de cinema independent: Gregory Markopoulos per tota la seva obra (1966)
- Novè premi de cinema independent: Michael Snow per Wavelength (1968)
- Desè premi de cinema independent: Kenneth Anger per Invocation of My Demon Brother (1969)